# Campionat del Món d'atletisme de 2009 - 20 km marxa masculins
Els 20 km marxa masculins al Campionat del Món d'atletisme de 2009 van tenir lloc pels carrers de la ciutat de Berlín el 15 d'agost. L'eixida i l'arribada van ser a la Porta de Brandenburg.

## Medallistes
| Or                       | Argent          | Bronze               |
| Valeriy Borchin · Rússia | Wang Hao · Xina | Eder Sánchez · Mèxic |

## Marques per classificar-se
| Mínima A | Mínima B |
| -------- | -------- |
| 1:22:30  | 1:24:20  |

## Resultats
| Posició           | Atleta                     | Nacionalitat  | Temps   | Notes |
| ----------------- | -------------------------- | ------------- | ------- | ----- |
| Medalla d'or      | Valeriy Borchin            | Rússia        | 1:18:41 |       |
| Medalla de plata  | Wang Hao                   | Xina          | 1:19:06 | PB    |
| Medalla de bronze | Eder Sánchez               | Mèxic         | 1:19:22 | SB    |
| 4                 | Giorgio Rubino             | Itàlia        | 1:19:50 |       |
| 5                 | Luis Fernando López        | Colòmbia      | 1:20:03 | NR    |
| 6                 | Jared Tallent              | Austràlia     | 1:20:27 |       |
| 7                 | Erik Tysse                 | Noruega       | 1:20:38 |       |
| 8                 | Jesús Sánchez              | Mèxic         | 1:20:52 | PB    |
| 9                 | Matej Tóth                 | Eslovàquia    | 1:21:13 |       |
| 10                | João Vieira                | Portugal      | 1:21:43 | SB    |
| 11                | Koichiro Morioka           | Japó          | 1:21:48 |       |
| 12                | Li Jianbo                  | Xina          | 1:21:54 |       |
| 13                | Zhu Yafei                  | Xina          | 1:21:56 |       |
| 14                | André Höhne                | Alemanya      | 1:21:59 |       |
| 15                | Robert Heffernan           | Irlanda       | 1:22:09 | SB    |
| 16                | José Ignacio Díaz          | Espanya       | 1:22:12 | SB    |
| 17                | Andrey Krivov              | Rússia        | 1:22:19 |       |
| 18                | Luke Adams                 | Austràlia     | 1:22:37 |       |
| 19                | Hassanine Sebei            | Tunísia       | 1:22:52 |       |
| 20                | Babubhai Panucha           | Índia         | 1:23:06 | NR    |
| 21                | Jean-Jacques Nkouloukidi   | Itàlia        | 1:23:07 | SB    |
| 22                | Dzianis Simanovich         | Belarús       | 1:23:36 |       |
| 23                | Rolando Saquipay           | Equador       | 1:23:51 | SB    |
| 24                | Juan Manuel Molina         | Espanya       | 1:24:00 |       |
| 25                | Park Chil-Sung             | Corea del Sud | 1:24:01 |       |
| 26                | Artur Brzozowski           | Polònia       | 1:24:17 |       |
| 27                | Sérgio Vieira              | Portugal      | 1:24:32 |       |
| 28                | Pedro Daniel Gómez         | Mèxic         | 1:24:39 |       |
| 29                | Yerko Araya                | Xile          | 1:24:49 |       |
| 30                | Isamu Fujisawa             | Japó          | 1:25:12 |       |
| 31                | Petr Trofimov              | Rússia        | 1:26:02 |       |
| 32                | David Kimutai              | Kenya         | 1:26:35 |       |
| 33                | Ruslan Dmytrenko           | Ucraïna       | 1:27:01 |       |
| 34                | Kim Hyun-Sub               | Corea del Sud | 1:27:08 |       |
| 35                | Predrag Filipović          | Sèrbia        | 1:27:44 |       |
| 36                | Pavel Chihuan              | Perú          | 1:27:54 |       |
| 37                | Rustam Kuvatov             | Kazakhstan    | 1:28:47 | SB    |
| 38                | Jakub Jelonek              | Polònia       | 1:28:59 |       |
| 39                | Andrés Chocho              | Equador       | 1:29:14 |       |
| 40                | Juan Manuel Cano           | Argentina     | 1:29:20 | SB    |
| 41                | Allan Segura               | Costa Rica    | 1:29:52 |       |
| 42                | Yusuke Suzuki              | Japó          | 1:30:21 |       |
| 43                | Byun Youngjun              | Corea del Sud | 1:30:35 |       |
| 44                | Mauricio Arteaga           | Equador       | 1:32:25 |       |
| 45                | Vilius Mikelionis          | Lituània      | 1:32:53 |       |
|                   | Adam Rutter                | Austràlia     | DQ      |       |
|                   | Moacir Zimmermann          | Brasil        | DQ      |       |
|                   | José Alessandro Bagio      | Brasil        | DNF     |       |
|                   | Francisco Javier Fernández | Espanya       | DNF     |       |
|                   | Ivano Brugnetti            | Itàlia        | DNF     |       |

Clau: DNF = No va acabar, DQ = Desqualificat, NR = Rècord nacional, PB = Rècord personal, SB = Rècord personal de la temporada